# امولانگ، ساگایان
امولانگ، ساگایان (به لاتین: Amulung, Cagayan) یک سکونتگاه مسکونی در فیلیپین است که در کاگایان واقع شده‌است.

## خصوصیات
امولانگ ۲۴۲٫۲۰ کیلومترمربع مساحت و ۴۵٬۱۸۲ نفر جمعیت دارد.